# 싱가폴 가는 길
싱가폴 가는 길(Road To Singapore)은 미국에서 제작된 빅터 쉐트징거 감독의 1940년 코미디, 뮤지컬, 멜로/로맨스 영화이다. 빙 크로스비 등이 주연으로 출연하였고 할런 톰슨 등이 제작에 참여하였다.

## 출연

### 주연
- 빙 크로스비
- 도로시 라무어

### 조연
- 밥 호프
- 찰스 코번
- 앤서니 퀸
- 제리 콜로너
- 엘비아 알먼
- 자니 아서
- 보비 바버
- 몬트 블루
- 해리 C. 브래들리
- 돈 브로디
- 아서 Q. 브라이언
- 제임스 코너티
- 카멘 단토니오
- 폴라 디카르도
- 제임스 디미
- 에드워드 가갠
- 그레타 그랜스테드
- 로저 그레이
- 그레이스 헤일리
- 클레어 제임스
- 페인 B. 존슨
- 리처드 킨
- 존 켈리
- 키티 켈리
- 헬렌 린드
- 프레드 말라테스타
- 마일즈 맨더
- 루이스 머시어
- 벨리 밋첼
- 에드먼드 모티머
- 로버트 에멧 오코너
- 스티브 펜들튼
- 잭 펩퍼
- 페드로 리가스
- 시릴 링
- 로널드 R. 론델
- 로버트 세인트 안젤로
- 래리 스티어스
- 잭 스토니
- 리처드 터커
- 프레드 월번
- 피에르 왓킨

## 제작진
- 의상: 에디스 헤드